# Foreste umide tropicali delle Hawaii
Le foreste umide tropicali delle Hawaii sono un'ecoregione dell'ecozona oceaniana, definita dal WWF (codice ecoregione: OC0106), che si estende attraverso le isole delle Hawaii.

## Territorio
L'ecoregione occupa un'area di 6700 km² ed è costituita da foreste pluviali, arbusteti umidi e torbiere paludose che si sviluppano a una quota tra i 750 e i 1700 m, costantemente avvolte dalla nebbia e impregnate dell'acqua delle piogge tropicali.

## Flora
Gli alberi di koa (Acacia koa) e quelli di ʻōhiʻa lehua (Metrosideros polymorpha) sono le specie vegetali dominanti della volta forestale. Le foreste pluviali delle zone montane sono dominate da Metrosideros polymorpha, che si accompagna con altre specie arboree appartenenti, tra gli altri, ai generi Cheirodendron, Ilex, Antidesma, Melicope, Syzygium, Myrsine, Psychotria, Tetraplasandra, le felci (Cibotium spp.) e una varietà di arbusti e di piante epifite come Clermontia, Cyanea, Gunnera, Labordia, Broussaisia, Vaccinium, Phyllostegia e Peperomia che ricoprono le superfici del sottobosco e rivestono i tronchi e i rami delle piante. Nelle foreste pluviali s'incontrano, oltre che numerose specie di felci e di muschi, anche le tre orchidee endemiche delle Hawaii: Anoectochilus sandvicensis, Liparis hawaiensis e Peristylus holochila.

## Fauna
Grazie all'inaccessibilità delle vette più alte qui sopravvivono habitat relativamente integri con un alto numero di specie arboree endemiche e minuscoli fiori che costituiscono il cibo per svariate chiocciole arboricole e agili uccelli come i Drepanidini. I Drepanidini, un gruppo endemico che ha seguito lo stesso percorso di speciazione dei più famosi fringuelli di Darwin delle Galápagos (che si sono evoluti partendo dall'arrivo di una singola specie). Ora il gruppo è formato da 21 specie ma prima dell'arrivo dell'uomo erano molto più numerose. Quelle sopravvissute sono state in grado di adattarsi in maniera originale per sfruttare le risorse alimentari disponibili, alcune - come il depanide rosso o ʻiʻiwi (Drepanis coccinea) e gli ʻakialoa (Akialoa spp.) oggi estinti - specializzandosi a succhiare il nettare, altre - come nel caso dell'ʻakiapōlāʻau (Hemignathus wilsoni) simile a un picchio - a setacciare semi nelle foreste o a becchettare le cortecce degli alberi per tirare fuori larve e insetti.
La foresta umida hawaiiana è l'habitat principale di altri uccelli quali la poiana delle Hawaii (Buteo solitarius), uno dei pochi predatori endemici dell'arcipelago, il corvo delle Hawaii (Corvus hawaiiensis) che sopravvive soltanto in cattività, e i tordi hawaiiani - l'ʻōmaʻo (Myadestes obscurus), il puaiohi (Myadestes palmeri) e l'olomaʻo (Myadestes lanaiensis). Un tempo ospitava un'intera famiglia di volatili endemici, i Mohoidi, oggi estinti.
Da qui è partita la radiazione adattativa, una sorta di esplosione multidirezionale dell'evoluzione, di numerose specie vegetali e dei Drepanidini, della drosofila hawaiiana e di altri invertebrati. La drosofila (Drosophila spp.) appartiene a una famiglia di moscerini della frutta che si origina dall'arrivo di un piccolo gruppo di individui colonizzatori. Gli entomologi stimano che sulle Hawaii ci siano più di un migliaio di specie distinte di insetti. Le drosofile sono anche state definite come «l'esempio mondiale più eclatante della realtà del processo evolutivo».

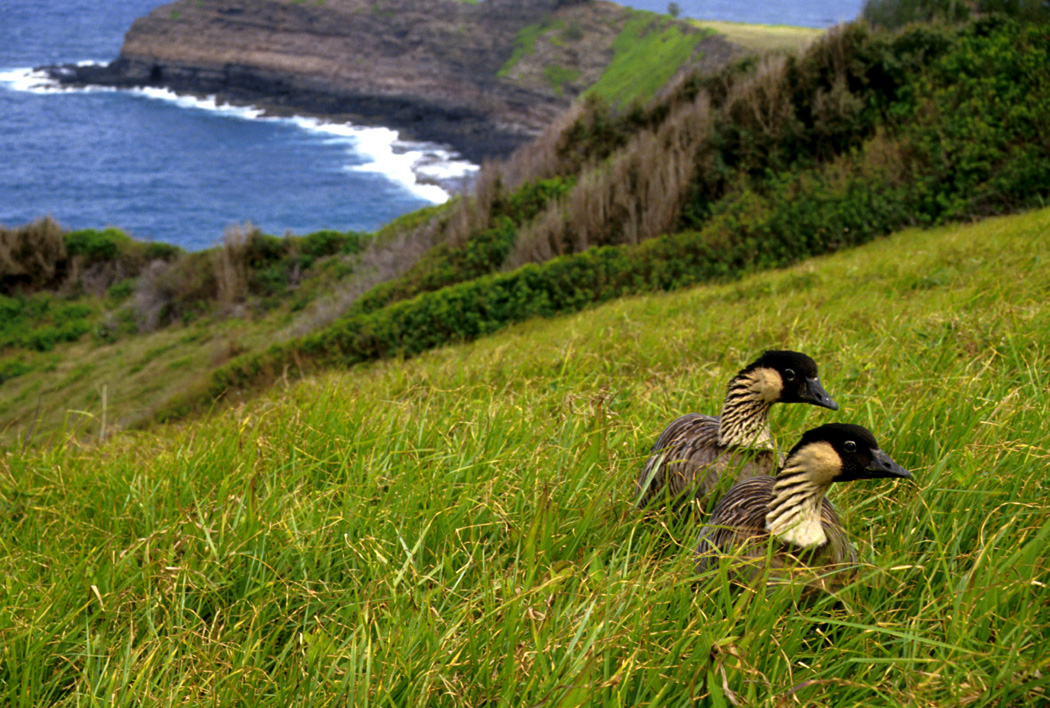
Esemplari di oca delle Hawaii (Branta sandvicensis)

Ricordiamo infine l'oca delle Hawaii (Branta sandvicensis), chiamata nēnē dalle popolazioni locali, che vive nelle zone elevate esposte ai venti. È classificata dalla IUCN tra le «specie vulnerabili» (Vulnerable). Il numero di individui che vivono in natura è in forte diminuzione a causa della scomparsa degli habitat in cui vive.

## Conservazione
Le foreste umide delle terre basse e delle aree pedemontane sono state in gran parte distrutte dagli incendi per lasciar posto al pascolo e all'agricoltura. Le aree relitte degli antichi ambienti tropicali hawaiiani permangono in isolamento ancora nelle aree montane delle isole più grandi, ma rischiano di essere seriamente compromesse dalla presenza dei maiali selvatici, dei cervi indselvatichiti di origine nordamericana e dall'introduzione di specie vegetali aliene. Gli effetti negativi della pressione pascoliva degli ungulati selvatici, delle specie vegetali invasive, dello sviluppo delle attività turistiche si manifestano in tutta la loro potenza proprio su questi ambienti insulari, fragili e delicati.